# Brown-universiteit
De Brown-universiteit (Engels: Brown University) is een Amerikaanse universiteit in Providence, Rhode Island. De universiteit is een van de acht Ivy League-universiteiten.
Brown is opgericht in 1764. Het is de zevende op de lijst van oudste universiteiten van de Verenigde Staten (en derde op de lijst van oudste universiteiten van New England).
Over haar hele geschiedenis heeft de universiteit 7 Nobelprijswinnaars als academisch personeel gehad: Michael Kosterlitz, Lars Onsager, George Stigler, Vernon L. Smith, George Snell en Leon Cooper.